# Poa fragilis
Poa fragilis är en gräsart som beskrevs av Pavel Nikolaevich Ovczinnikov. Poa fragilis ingår i släktet gröen, och familjen gräs. Inga underarter finns listade i Catalogue of Life.